# Heroes of Might and Magic III: Armageddon's Blade
Heroes of Might and Magic III: Armageddon's Blade (укр. Герої Меча і Магії III: Клинок Армагеддону) — перший офіційний аддон до гри Heroes of Might and Magic III, що вийшов у США 30 вересня 1999, менше ніж через півроку з моменту виходу оригінальної гри.
«Клинок Армагеддону» також увійшов до збірки Heroes of Might and Magic III Complete (Collector's Edition) від 2 жовтня 2000, яка містила всі 3 версії Heroes of Might and Magic III. Collector's Edition, містила повну версію гри, в тому числі для платформи Apple Macintosh.
Аддон додав 6 нових кампаній, 35 нових одиночних місій, нових героїв і 13 нових істот і нову фракцію — Злиття.

## Оновлення ігрового процесу

### Нове місто
Злиття — новий, дев'ятий тип міста, який з'явився в «Клинку Армагеддону» разом з відповідними героями та істотами. Місто є домом різних елементалів: чотири з них були і в оригінальній грі — Повітряні, Водні, Вогняні і Земляні (в доповненні всі вони можуть поліпшуватися відповідно до елементалів Бурі, Льоду, Енергії та Магми); крім них з'явився ще один тип елементалів — Психічні, що вдосконалюються до Магічних елементалів. Всі ці елементалі в порядку переліку займають рівні істот з 2-ого по 6-ий. На 1-му рівні знаходяться Маленькі Феї (покращувані до Фей), а на 7-му — Жар-птиці (покращувані до Феніксів).
Рідний тип ландшафту Злиття — трава (як у Замку і Оплоту); основні будівлі мають баштову архітектуру, як у міста типу Вежі, і виконані в арабському стилі.
Для цього міста існує 16 героїв. Герої Меча називаються Мандрівниками, за походженням самі є елементалями; Герої Магії — Елементалістами, є представниками різних рас континенту Антагаріч (англ. Antagarich), прикликаними на службу до Злиття.
Спочатку замість цього міста планувалося ввести технологічне місто Кузня, але проект був скасований через протести фанатів (див. Розробка).

### Герої
Доповнення ввело 12 нових унікальних героїв, які також фігурують в кампаніях. Серед них: Джелу (англ. Gelu), Роланд Айронфіст (англ. King Roland Ironfist), Кілгор (англ. Kilgor), Дракон (англ. Dracon), Адріен (англ. Adrienne), Ксерон (англ. Xeron), Мутаре Дрейк (англ. Mutare Drake). Королева Катерина Айронфіст (англ. Queen Catherine Ironfist) з «Відродження Ератії» отримала новий портрет. Ці вісім героїв (за винятком демона Ксерона і варвара Кілгора) зображені на титульній обкладинці коробки з диском гри, і на екрані завантаження сценарію всередині самої гри (де немає лише Ксерона). Крім того, окремо було додано два портрети — новий портрет для лицаря Крістіана і портрет для персонажа Орвальда.
Герої Джелу і Дракон володіють особливими спеціалізаціями, аналогів яких у інших героїв немає: вони можуть вдосконалювати деякі типи військ до особливо сильних істот; на ці поліпшення необхідна певна кількість золота. Джелу здатний тренувати і наймати Лісових і Великих Ельфів, а також розвивати Лучників і Стрільців у елітних Снайперів, а Дракон — перетворювати Магів, Архімагів і Монахів з Фанатиками в могутніх Чародіїв.
Убитий за сюжетом Лорд Хаарт повернувся оживленим у вигляді лицаря смерті, а його місце як звичайного героя-лицаря зайняв Сер Мюлліх — відсилка до реального співробітника «3DO Company» на ім'я Девід Мюлліх (David Mullich).

### Артефакти
В кампаніях доповнення ключову роль мають два нових артефакта: Клинок Армагеддону і Пляшечка з Кров'ю Дракона.
Клинок Армагеддону (англ. Armageddon's Blade) — меч з сяйливим лезом і гардою у вигляді золотого орла. Артефакт має ключове значення в однойменній кампанії «Клинок Армагеддону». Крім того, що Клинок Армагеддону підвищує Атаку, Захист, Чаклунську силу на +3 і Знання на +6, він дає герою можливість чаклувати на полі бою заклинання «Армагеддон» експертного рівня, і при цьому робить всіх союзних істот невразливими до цього заклинання.
Пляшечка з Кров'ю Дракона (англ. Vial of Dragonblood) — маленька ємність з кров'ю Отця Драконів, грані якої оформлені чотирма фігурками різнокольорових драконів. Пляшечка є головною ціллю правительки Мутаре в кампанії «Кров Дракона». Кров Отця Драконів додає всім драконам в армії героя +5 до Атаки і +5 до Захисту.

### Істоти
Було додано 13 нових нейтральних істот (для кожного типу є власне житло на карті пригод), серед яких:
- 4 нових типи драконів: Казковий (англ. Faerie Dragon), Іржавий (англ. Rust), Кристалічний (англ. Crystal) і Лазуровий (англ. Azure). Лазуровий дракон став найсильнішою істотою в «Героях Меча і Магії III».
- 3 стрілецьких типи юнітів: Чародій (англ. Enchanter), Снайпер (англ. Sharpshooter), Напіврослик (англ. Halfling).
- Повернулися істоти з Heroes of Might and Magic II: Злодій (англ. Rogue), Кабан (англ. Boar), Кочівник (англ. Nomad), Мумія (англ. Mummy), Троль (англ. Troll) і Селянин (англ. Peasant). Селяни стали найслабшими юнітами в грі, параметри навичок яких коливаються в межах від 1 до 3, але служать хорошим матеріалом для перетворення некромантами в скелетів.

### Нові об'єкти на карті пригод
- Покинуті шахти — гравець може відвоювати їх в орди Троглодитів і тим самим відновити роботу шахти. Покинуті шахти можуть відновлюватися в будь-яку випадкову робочу шахту шести типів видобутку ресурсів (дерево не враховується, оскільки видобувається на лісопилці).
- Гільдія найманих працівників — дозволяє обміняти істот героя на ресурси.
- Гарнізони — можуть бути поставлені для оборони (звичайний і антимагічний) на карті пригод.
- Прикордонні брами — з вигляду схожі з гарнізоном, однак, щоб отримати можливість проходити через них, потрібно відвідати Намет Ключника відповідного кольору.
- Хранитель Питання — вежа, що перекриває прохід шириною в одну клітинку. Схожа на Прикордонні брами, але для її усунення необхідно не відвідування Намету Ключника, а виконання заданого квесту.

### Редактор карт
В редакторі карт з'явився генератор випадкових карт. За його допомогою комп'ютер може створювати, за вказівкою користувача, довільну карту, на якій сам розміщує елементи ігрового світу, дотримуючись при цьому балансу між територіями гравців. Перед початком створення карти гравець може задати певні загальні параметри: розмір, наявність підземелля, число живих гравців і комп'ютерних, число команд гравців, кількість водних територій на карті, силу нейтральних противників.
Редактор випадкових карт може бути використаний як в грі (при створенні одинокористувацької або мережевої гри), так і в звичайному редакторі карт гри (настроюється в параметрах створення нової карти). Кожна створювана випадкова карта зберігається в окремо призначену для таких карт папку — «random_maps».
Одиночні сценарії розраховані на всі види гри: мультиплеєр в режимах «всі проти всіх» і командну взаємодію, RPG -сценарії для одного гравця: знищити монстра, захопити замок, відшукати Грааль. Ряд створених користувачем одиночних сценаріїв можуть бути пов'язані у власну кампанію з допомогою редактора кампаній.
Була додана можливість вибирати в настройках героя його стартове заклинання. Серед об'єктів на карті пригод з'явилися випадкові житла. У їх параметрах можна налаштувати належність даного житла до якого-небудь типу міста, яке перед запуском карти вибере гравець, а також вказувати варіацію рівня істот з нього.
Карт сценаріїв для базової версії гри і аддону мають односторонню сумісність: «Клинок Армагеддону» і його редактор карт коректно працюють з картами попередньої версії, але «Відродження Ератії» не може використовувати карти від свого аддону.

### Редактор кампаній
Редактор кампаній дозволяє користувачам створювати власні сюжетні кампанії. У редакторі можна вибрати карту кампанії зі списку та імпортувати в неї готові карти, облаштовуючи кожен сценарій завершальним роликом з субтитрами і мелодією, налаштувавши стартові бонуси, перенесення істот і артефактів з одного сценарію в іншій. Сценарії можуть бути послідовно пов'язані між собою, маючи визначений творцем порядок проходження кампанії. Саме для цього в редактор карт був доданий перехідний герой, в налаштуваннях якого вказується особистість героя, що переходить з попереднього сценарію до наступного.

### Інші нововведення і виправлені баґи
Були виправлені помилки базової версії, пов'язані з неправильною атакою стін або веж замку катапультою або Циклопами в режимі тактичної побудови. Після втечі з поля бою герой повертається в таверну з одним загоном низькорівневих військ, що нараховує одну істоту. Це унеможливило нечесну стратегію гри, відому серед гравців як «Раш гремлінами (англ. Gremlin Rush)».
Вторинна навичка «Артилерія» у героя дозволила стороні, що захищається в облозі, керувати вогнем стрілецьких веж замку.

## Сюжет
На відміну від «Відродження Ератії» і другого доповнення, «Тінь Смерті», «Клинок Армагеддону» містить шість кампаній, не пов'язаних наскрізною сюжетною лінією, але його події відбуваються на тому ж континенті Антагаріч світу Енрот. Події п'яти кампаній (Клинок Армагеддону, Кров Дракона, Вбивця драконів, Фестиваль життя, Гра з вогнем) розвиваються приблизно в один і той же час після подій гри Might and Magic VIII (яка, в свою чергу, продовжує історію «Відродження Ератії»), в різних країнах континенту — Ератії, Нігоні, Бракаді, Крюлоді і Таталії. Сюжет шостої, бонусної кампанії (Безрозсудна впертість), є не продовженням, а передує «Відродженню Ератії» і розповідає про те, як персонаж Heroes of Might and Magic III — лицар сер Крістіан (англ. Sir Christian), незвичайним чином потрапив на континент Антагаріч і став лицарем королеви Катерини.

### Кампанії
Клинок Армагеддону (англ. Armageddon's Blade)
Сценарії: Напасті Катерини, Тіні лісу, У пошуках Армагеддону, Коваль страждань, Повернення Короля, Ніж у спину, Вбити Героя, На краю безодні
Після успішного завершення війни за Відродження Ератії та звільнення свого чоловіка Роланда, королева Катерина вирішила одним ударом покінчити з демонами (Криганами) з Еофола, але її армія була зупинена новими ударними загонами демонів під назвою Сини Еребуса. Більше того, вони примусили ератійців перейти в оборону. Пославши запити про допомогу до військ Роланда і Моргана Кендалла (свого вірного заступника на троні), Катерина вирішує використовувати для ослаблення демонів елітний диверсійний загін авлійскої армії під назвою Лісові Стражі. Цей загін базується в країні ельфів, Авлі, і його командиром є напівлюдина-напівельф, молодий ентузіаст Джелу. Він здійснює успішний партизанський рейд по тилах демонів в Еофолі.
Під час боїв з демонами всі командири Ератії помічають виникнення нових міст — Злиття, які населені елементалями, феями, жар-птицями і феніксами. Встановивши контакт з представниками елементалів, Джелу з'ясувує, що давнє пророцтво про пришестя Темного Володаря дияволів може незабаром стати реальністю, а інструментом в його втіленні служитиме Клинок Армагеддону — магічний меч, здатний ввергнути весь Антагаріч у полум'я. Посланці владик елементалів розповідають, що прийшли зі своїх світів для того, щоб не допустити загибелі всього Енроту і намагаються приховати компоненти Клинка Армагеддону і захистити легендарного коваля Казандара, єдиного здатного з'єднати їх воєдино, але їх сили вичерпуються.
Демон Ксерон, нащадок суккуба і людини-лицаря, довірена особа нового короля Еофолу — Люцифера Кригана, успішно захоплює всі компоненти Клинка і змушує Казандара викувати цілий меч, після чого жорстоко з ним розправляється. Тим часом дворянство Ератії, незадоволене тяготами війни, вирішує відкликати регулярну армію держави з поля бою і Роланд з Катериною залишаються без військ. На щастя для них, на виручку прибувають сили елементалів, і Джелу зі своїми Лісовими Стражами успішно повертається з рейду по тилах демонів. Незадовго до майбутньої запланованої битви Катерина відвідує одного з лордів елементалів. Він заявляє, що використовувати Клинок Армагеддону для перемоги над Криганами повинен Джелу. Крім цього, лорд попереджує королеву про те, що хтось із близьких їй людей близький до того, щоб ненароком стати на шлях темряви. Катерина думає, що мова про її чоловіка Роланда, який кілька років провів у страшних тортурах Криганів. Королева дає клятву, що після цієї війни вона і Роланд покинуть Ератію, щоб разом знайти спокійне життя в Енроті.
Спільно союзники долають Ксерона і захоплюють Клинок Армагеддону, щоб з його допомогою знищити Люцифера Кригана і столицю Еофола — Крілах. В ході фінальної битви Люцифер, як і всі інші демони Енроту, зазнає поразки. Після перемоги Роланд і Катерина повертаються додому (що показано в сюжеті гри Might and Magic VIII), а Морган Кендалл стає регентом Ератії до обрання нового короля, оскільки Катерина залишила корону своєї батьківщини вільною. Джелу з Лісовими Стражами лишається на своєму посту в Авлі, але вже з присвоєним Клинком Армагеддону, який планує використати задля загального блага.
Продовження історії Джелу і Клинка розповідається в кампанії «Хроніки Героїв: Крижаний Клинок».
Кров Дракона (англ. Dragon's Blood)
Сценарії: Відсів слабаків, Геть мародерів, Кров Отця Драконів, Жага крові
Головний герой кампанії, володарка Мутаре, була одною з правителів підземель Нігона, які постійно вели між собою війну за владу. Як і всі, Мутаре хотіла встати на найвищу ступінь ієрархії підземних лордів, і найбільше прагнула знищити сусіднього повелителя — чорнокнижника Орвальда, одного з найбагатших жителів підземелля.
На загальний подив оборона територій Орвальда слабне. Цим, крім Мутаре, спокушуються і два інших лорди. Мутаре долає конкурентів і легко захоплює землі ненависного чорнокнижника. Однак на місці вона дізнається, що Орвальд послабив захист тільки тому, що вирушив з невідомими цілями в похід, взявши якомога більше солдатів.
Незабаром Мутаре розвідує, що Орвальд шукає легендарний артефакт — пляшечку, в якій міститься кров Отця Драконів. За легендою, той, хто вип'є цю кров, обернеться могутнім драконом, зберігши людський розум. Мутаре теж бажає роздобути цю пляшечку задля власної могутності. Вона кидається в погоню за Орвальдом. Крім неї, ще четверо лордів замислюють привласнити артефакт собі. Мутаре розгромлює їх і дбає, щоб більше ніхто в Нігоні не знав про існування пляшечки з Кров'ю Дракона.
Тепер головним конкурентом лишається Орвальд, але Мутаре випереджує його в пошуках, забравши бажаний артефакт у армії драконів. Випивши крові, Мутаре, як і говорилося в легенді, обертається на найсильнішого дракона. Але Орвальд користується цим і заяляє всім лордам підземель, що тепер кожен може стати таким самим драконом, якщо вип'є кров Мутаре.
Орвальд та інші лорди кидаються в атаку на Мутаре, але вона відбиває всі напади і вбиває їхніх очільників, стаючи єдиною володаркою в Нігоні. Про її подальше вторгнення на сусідні землі розповідається в кампанії «Хроніки Героїв: Сутички драконів».
Вбивця Драконів (англ. Dragon Slayer)
Сценарії: Кристалічні дракони, Іржаві дракони, Казкові дракони, Лазурові дракони
Маг на ім'я Дракон вважався одним з наймогутніших чарівників Бракади; передбачалося, що в майбутньому він перевершить в магічній майстерності всіх магів. Але у самого Дракона давня мрія була іншою — стати найбільшим Вбивцею Драконів у історії. Тому він і намірюється знайти і перемогти Блакитного дракона, найсильнішого дракона на світі. Але перед цим Дракон вирішує випробувати сам себе. Його мати, тренер Вбивць Драконів, колись створила дракона-голема з кристалів. Кристалічний дракон лише трохи поступається Блакитному і стає підходящою тренувальною мішенню для мага. Кристалічних драконів випускають у невеликій долині, і шлях до них ускладнюється заплутаним ланцюжком магічних телепортів. Але маг все ж знаходить місце проживання драконів і перемагає творіння своєї матері.
Після перемоги до Дракона надходять новини про напад Іржавих драконів на північні шахти Бракади. Вирушивши разом з дружніми варварами Крюлода на звільнення населення від гноблення цими чудовиськами, Дракон не тільки здобуває допомогу, але і піднімає свою кваліфікацію Вбивці Драконів. В цей же час іншу область Бракади тероризують загадкові Чарівні дракони, заманюючи жителів у пастки і пожираючи їх. Шлях до них виявляється складним: чудовиська розкидають по території величезна кількість Скриньок Пандори, а якийсь настирливий лепрекон постійно збиває Дракона з шляху. Коли маг дістається до місця проживання Чарівних драконів, виявляється, що лепреконом прикидався їхній ватажок.
Врешті Дракон знаходить Блакитних драконів, розгромлює їх і здобуває, нарешті, перемогу над драконовим королем, стаючи визнаним найсильнішим Вбивцею Драконів. Але виборений титул не дає магові тої радості, на яку він сподівався. Драконом оволодівають сумніви, чи було це його справжнім покликанням.
Фестиваль Життя (англ. Festival of Life)
Сценарії: Гострозуб, Приборкання норовливих, Війна кланів, Битва за трон
Фестиваль Життя — велике свято, що відзначається кожні тридцять років майже всіма державами Антагарічу. У кожної держави свято проходить по-своєму. У Крюлоді, землі варварів, в честь нього проводяться криваві змагання між ватажками тамтешніх кланів за право влади над країною: переможець Фестивалю стає новим герцогом Крюлода.
Більшість варварів перед черговим Фестивалем Життя впевнені в перемозі молодого Кілгора, який вже демонстрував свої амбіції, убивши власного батька і ставши ватажком свого клану. Впевнений у собі, Кілгор готується пройти всі випробування, щоб зайняти місце Вінстона Борагуса, нинішнього герцога Крюлода.
Першим випробуванням Кілгора стає бій з древнім чудовиськом, Бегемотом, прозваним Гострозубом. В юності Кілгор разом з батьком убив досить багато Бегемотів, і ця місія не стає для нього проблемою.
Другим завданням Кілгор доводить, що може виживати і вести битву в важких умовах, залишаючись лідером — варвара послають в дику місцевість, командуючи трьома генералами. Той очищає землі від усіх чудовиськ, що там жили.
Третє випробування стає для Кілгора суворішим, ніж попередні — він повинен був розгромити трьох інших варварів, які так само борються за трон Крюлода.
Довівши свої якості лідера, Кілгору належить захопити столицю Крюлода і вбити Вінстона Борагуса. Хоча Борагус вже довгі роки вважався великим воїном, він зазнає поразки в бою. Кілгор стає новим герцогом Крюлода, ще злішим і жорстокішим, ніж його попередник.
Про те, як Кілгор намагався отримати ще більшу владу, розповідається в кампанії «Хроніки Героїв: Крижаний Клинок».
Гра з вогнем (англ. Playing With Fire)
Сценарії: Поселення, Болота мертвих, Таталія у вогні
Вогняна Відьма на ім'я Адріен, навчившись мистецтву Магії Вогню в Ератії, повертається в рідну болотну країну Таталію і виявляє її розореною арміями Некрополю. Адріен не знає, хто міг привести їх туди, оскільки Некроманти були повністю розгромлені під час Війни Відродження. Ератія, поглинена на той час війною з Люцифером Криганом, не може надати достатню допомогу, і Адріен вирішує знайти невідомого лідера нежиті сама.
Пригноблені фермерські міста на кордоні Таталії не відразу погоджуються приєднатися до Адріен, оскільки жителі боліт не довіряють і боялися Магії Вогню. Проте, зрозумівши, що живі мерці становлять для них набагато більшу загрозу, а Адріен має намір використовувати своє ремесло для їх захисту, ці міста приєднуються до неї.
Йдучи слідами нежиті, що випалює джунглі болотної країни, Адріен з'ясувує, що їх військом керує не хто інший, як Лорд Хаарт — колишній лицар, зрадник і вбивця короля Ератії, відроджений у формі лицаря смерті. Виявиляється, що в Дейї ще залишалися маленькі угруповання некромантів, які створили собі нового полководця з мертвого Хаарта.
Адріен вирушає вглиб Таталії, де Лорд Хаарт збирає все більше і більше військ, воскрешаючи вбитих ним невинних жителів. Хаарт такими темпами незабаром може стати реальною загрозою всьому Антагарічу. Адріен ціною великих зусиль перемагає його війська і заганяє самого Хаарта в глухий кут на узбережжі океану. Там вона вбиває Хаарта і ховає його тіло, як і належить поводитися з мерцями. Пересвідчившись, що Магія Вогню відіграла велику роль у перемозі Адріен і у звільненні болотного народу, таталійці знову приймають Вогняну Відьму до себе.
Безрозсудна впертість (англ. Foolhardy Waywardness)
Сценарії: Загублений в морі, Обов'язки союзників, Піратські перипетії, Поспіх і очікування
Молодий лицар Крістіан, що показав себе в багатьох війнах Енроту (під час подій Heroes of Might and Magic II), вирішив відпочити від битв і вирушає у далеке плавання по океану. Хоча Крістіан є дуже хорошим лицарем, його завжди більше приваблювали заняття алхімією, і у своїй подорожі він сподівається навчитися цій науці.
Але в дорозі по океану корабель Крістіана потрапляє у сильний шторм, від чого лицаря і його команду заносить на ланцюжок невідомих островів. При підході до одного з них корабель стикається з рифом і тоне.
Острів, на який викинуло вцілілих, виявляється населеним місцевими аборигенами, поділеними на племена. Вони радісно зустрічають Крістіана і просять його відбудувати свій замок, щоб захиститися від набігів сусідніх племен. Взамін аборигени обіцяють забезпечити лицаря новим кораблем, на якому він зможе покинути острови. Крістіан виконує прохання, і на додачу розгромлює ворогів-сусідів. Однак, аборигени, влаштувавши велике святкування, відмовляються надати Крістіану корабель, лишаючи лицаря у відчаї.
Незабаром він зустрічає ватажків тих племен, чиї замки захопив на початку. Ті, розгнівані цим вчинком, накують лицареві негайно забиратися з острова, на що Крістіан пояснює, що для цього йому потрібен корабель. Тоді ці племена пропонують йому угоду: розгромити те місто, яке він нещодавно відбудував для перших аборигенів.
Крістіан виконує прохання і отримує корабель, але скоро потрапляє на інший острів, який є житлом піратів. Щоб не бути вбитим ними, Крістіан вступає до їхніх рядів. Крістіану доручають знищити інше, конкуруюче піратське угруповання. При виконанні цього завдання Крістіан вирішує потай від піратів викидати в океан пляшки з записками — проханнями про допомогу. Незабаром Крістіан отримує відповідь, з якої довідується, що знаходиться в територіальних водах Антагарічу, а «пірати», з якими він бореться за завданням інших піратів, насправді є гвардією королівства Ератія.
Королева Катеринина посилає на допомогу Крістіану рятувальний загін, в очікуванні якого він чотири місяці відбивається від справжніх піратів. Коли Крістіан нарешті прибуває до берегів Ератії, його приймають і посвячують в лицарі. Через деякий час Крістіан дізнається, що в Ератії коїться щось недобре, і саме йому незабаром належить під прапором Катерини виступити на захист своєї нової батьківщини (у першій кампанії оригінальної гри, «Хай живе Королева!», гравець починає з управління Крістіаном).

## Розробка

### Кузня
Після завершення Героїв Меча і Магії III: Відродження Ератії, Грегорі Фултон і Джон Ван Канегем почали роботи на доповненням. Початково кампанію планувалося побудувати навколо протистояння королеви Катерини і фракції Кузня (англ. Forge), про що New World Computing оголосила при розробці доповнення. У цьому місті жили б високотехнологічні кібер-зомбі, роботи тощо. Кузня була вперше продемонстрована на виставці E3 в травні 1999 року, разом з концепт-артом Джорджа Алмонда і екраном міста (за проектом Фелана Сайкса). Але хвиля обурення фанатів серії змусила New World Computing замінити настільки незвичне для фентезійного світу місто на більш прийнятне — Злиття (англ. Conflux). При цьому існування такого міста не суперечить всесвіту Меча і Магії, так в рольових іграх за цим всесвітом завжди був присутній науково-фантастичний елемент.
Збереглися напрацювання щодо Кузні: Істотами першого рівня мали стати Громила (англ. Grunt) і Піхотинець (англ. Foot Soldier) — Гобліни з вогнепальною зброєю, Кібер-мрець (англ. Cyber-Dead) і Кібер-зомбі (англ. Cyber-Zombie) — Зомбі з дисковими пилками, Пірос (англ. Pyros) і Піроман'як (англ. Pyromaniac) — гуманоїди з вогнеметами, Колій (англ. Stinger) і Борець (англ. Bruiser) — Огри з ракетними установками. Стрибучий солдат (англ. Jump Soldier) і Стрибучий кавелерист (англ. Jump Trooper) — Мінотаври з реактивними ранцями та кігтями для ближнього бою, Танк (англ. Tank) і Важкий танк (англ. Heavy Tank) — Наги на гусеничному ходу, Джаггернаут (англ. Juggernaut) і Дредноут (англ. Dreadnought) — повністю механічні істоти.
Будівлі:
- Стандартні: Генератор гоблінів (англ. Goblin Generator), Бійня (англ. Slaughterhouse), Генератор Піроман'яків (англ. Pyromaniac Generator), Генератор Огрів (англ. Ogre Generator), Генератор Мінотаврів (англ. Minotaur Generator), Генератор Танків (англ. Tank Generator), Летовище (англ. Runway).
- Унікальні: Нафтова вишка (англ. Oil Pump) (ефект від неї невідомий), Котушка Тесли (англ. Tesla Coil) (для її зведення потрібен Грааль).

Істоти Кузні були заплановані як сильніші в порівнянні з іншими містами, але більш дорогі і, можливо, з нижчим приростом на тиждень. Крім того, враховуючи, що Кузня мала бути «злим» містом, це вносило б дисбаланс: 4 «злих» міста, 3 «добрих» і 2 «нейтральних».
Героями мали стати Кіборг (англ. Cyborg) і Технік (англ. Technician).
Історія міста задумувалася пов'язаною з подіями гри Might and Magic VII, зокрема фіналом за тих героїв, які стали на Шлях Темряви. Колишні радники Арчібальда мали перегрупуватися, відкриваючи таємничий і могутній древній артефакт, відомий як Небесна Кузня, з допомогою якого створити нову механізовану армію. Королева Катерина вступила б в боротьбу з полчищами Арчібальда і займалася б пошуками Клинка Армагеддону для того, щоб знищити міста Кузні, розкидані по Ератії і сусідніх державах.
У середині розробки аддону New World Computing вирішила видалити фракцію, разом з усіма посиланнями на її існування в сюжетній лінії, побоюючись, що протести гравців позначаться на продажах. Отримавши близько сотні повідомлень на електронну пошту з проханнями про видалення фракції, у світлі негативної реакції і відсутності підтримки нового міста, було прийнято рішення не тільки видалити Кузню з гри, а й сильно переробити історію для кампанії Клинка Армагеддону. Взамін розробники стали відштовхуватися від «доброго» закінчення Might and Magic VII.

### Реалізації Кузні
Тим не менш, моддери неодноразово планували відтворити Кузню. Так, воно вже багато років розробляється для фанатського доповнення Heroes of Might and Magic III: In the Wake of Gods. Близько 2010 року група ентузіастів, очолювана російською командою, почала створення міста з нуля в рамках доповнення Horn of the Abyss. У листопаді 2018 року місто було випущено, включаючи власне місто, істот і героїв. Інший проект, розпочатий у 2011 році, здійснюється польською командою для VCMI (відкритий рушій для Heroes of Might and Magic III). Спершу використовував оригінальний екран міста New World Computing від художника Фелана Сайкса, і спрайти істот, але згодом став розвивати власні ідеї.

## Оцінки й відгуки
| Агрегатор    | Оцінка |
| ------------ | ------ |
| GameRankings | 88%    |

| Видання        | Оцінка   |
| -------------- | -------- |
| GameRevolution | B+       |
| GameSpot       | 8.0 з 10 |
| IGN            | 9.0 з 10 |

Аддон здобув визнання, зібравши середню оцінку 88 % на агрегаторі GameRankings.
У рецензії IGN, що оцінили аддон у 9/10, підсумовувалося: «Зрештою, Armageddon's Blade — це просто те саме, що зробило серію „Героїв“ такою успішною, яка вона є сьогодні, з кількома доповненнями та вдосконаленнями, що роблять її свіжим досвідом. Але, як було сказано в повній версії огляду, „якщо це не зламано, не треба виправляти“. Вся гама ігор має легіони послідовників, і ніхто не дорікне цьому виданню».